# Idioma cholón
El cholón, también conocido por su autoglotónimo seeptsá o tinganes, es una lengua del Perú, que por casi dos décadas se la consideró extinta hasta que se descubrieron dos hablantes nativos en el 2021 en la ciudad Juanjuí según un reciente estudio: Martha Pérez Valderrama y junto su primo Clemente; sin embargo, mencionaron que hay más hablantes en la misma zona. Este idioma que pertenece a la familia hibito-cholona. Actualmente, todos los hablantes viven en Juanjuí, pero anteriormente también se hablaba cerca de Uchiza, en Tingo María y el río Huallaga, de Huánuco, y el resto de San Martín. Se cree que el cholón era probablemente una lengua importante en las laderas orientales de los Andes y parte de la Amazonia durante la época precolombina, siendo este el único idioma vivo de esta familia.

## Descripción lingüística

### Fonología
Debido a la ortografía basada en la pronunciación del español que se usó para transcribir el cholón, el inventario sonoro es incierto. A continuación se presenta un intento de interpretación:
|             | Labial | Alveolar | Palatal | Velar | Glotal |
| ----------- | ------ | -------- | ------- | ----- | ------ |
| Nasal       | m      | n        | ɲ       | ŋ     |        |
| Oclusiva    | p      | t        |         | k     | ʔ      |
| Africada    |        | ts       | tʃ      |       |        |
| Fricativa   |        | s        | ʃ       | h     |        |
| Aproximante | w      | l        | ʎ, j    |       |        |

Las vocales sólo son 5 al igual que español: [a~e~i~o~u].

### Gramática
El cholón distingue el género gramatical masculino y femenino en la segunda persona. Esto no ocurre en el plural. Del mismo modo, puede apreciarse que el plural. se marca por medio del sufijo -ha, no sin antes agregar el sufijo conector -na. Es decir, se utilizaban diferentes formas para decir tú según se hablara con un hombre o con una mujer:
| katsok   | 'casa'                                     |
| aktsok   | 'mi casa'                                  |
| miktsok  | 'tu casa' (hablando con un hombre)         |
| piktsok  | 'tu casa' (hablando con una mujer)         |
| intʃamma | '¿qué has dicho?' (hablando con un hombre) |
| intʃampa | '¿qué has dicho?' (hablando con una mujer) |